# Das europäische Geschichtsbuch
Das europäische Geschichtsbuch ist ein transeuropäisches Lehrbuch über die Politik- und Kulturgeschichte des europäischen Kontinents (→ Geschichte Europas), das erstmals 1992 als Gemeinschaftsausgabe mehrerer europäischer Verlage erschien. Die Autoren stammen aus 13 europäischen Ländern und das Buch wurde in mehrere Sprachen übersetzt.
Die Erstausgabe erschien unter dem Titel Histoire de l'Europe in Frankreich. Die deutschsprachige Erstausgabe erschien ebenfalls 1992 und wurde seitdem regelmäßig aktualisiert. Initiator und Herausgeber ist der französische Bankier Frédéric Delouche.

## Entstehung & Konzept
Das ursprüngliche Ziel des Europäischen Geschichtsbuches war, mit dem gemeinsamen Werk die Grundlage für eine Neuausrichtung des schulischen Geschichtsunterrichts in der Europäischen Gemeinschaft (EG) zu schaffen. Ein zwölfköpfiges, EG-weites Historikerkollektiv erarbeitete es ab 1988. Durch die Revolutionen im Jahr 1989 kamen Jan Bielecki, Jiří Gruša und Jan Kieniewicz hinzu. Die Autoren wurden vom Bankier Frédéric Delouche zusammengestellt. Delouche hatte aufgrund seiner norwegischen, französischen und britischen Wurzeln selbst erlebt, wie an Schulen durch sich gegenseitig ausschließende nationale Egoismen und verfälschende Narrative die Bildung einer europäischen Identität verhindert wird. Das neue Geschichtsbuch sollte diese vielen Auslegungen durch eine neue gesamteuropäische Verflechtung ersetzen. Delouche initiierte das Projekt auch aufgrund seiner Überzeugung, dass eine wirtschaftliche und politische Einigung Europas ohne dessen kulturelle Einigung scheitern würde.
Die Ausarbeitung des Geschichtsbuches dauerte vier Jahre. 1992 wurde die Histoire de l'Europe in Paris veröffentlicht und im selben Jahr folgte die deutschsprachige Ausgabe als Europäisches Geschichtsbuch in Stuttgart. Das Buch erschien neben Deutsch und Französisch in weiteren europäischen Sprachen, unter anderem auf Englisch, Spanisch, Portugiesisch, Niederländisch, Italienisch und Polnisch.
Das Europäische Geschichtsbuch war das erste seiner Art und zeigte bereits 1992, dass eine supranationale Geschichtsschreibung in Europa möglich ist. Dennoch kam es im Entstehungsprozess zu kulturbedingten Reibungen, da nationale Unterschiede der Geschichtsdidaktik, Erinnerungskultur und Epochenbewertung diesen erschwerten. Auch die Sprachbarriere war eine Herausforderung, weniger bei der Arbeitskoordinierung, sondern viel mehr bei der Texterarbeitung. Oft sind Bezeichnungen für bedeutsame historische Ereignisse eines Sprach- und Kulturraumes emotional aufgeladen und sorgen im gesamteuropäischen Kontext für Irritationen (zum Beispiel Völkerwanderung, frz. „invasions barbares“). Einen Einblick in den Entstehungsprozess bietet Dieter Tiemanns 2008 veröffentlichter Aufsatz Das Europäische Geschichtsbuch. Erfahrungen eines Mitautors.

## Autoren
Die deutschsprachige Ausgabe von 2018 haben 15 Autoren aus 13 europäischen Ländern geschrieben. Diese sind:
- Jan Kieniewicz, Polen
- Jacques Aldebert, Frankreich
- Johan Bender, Dänemark
- Jan Krzysztof Bielecki, Polen
- Jiří Gruša, Tschechien
- Scipione Guarraccino, Italien
- Ignace Masson, Belgien
- Kenneth Milne, Irland
- Foula Pispiringou, Griechenland
- Juan Antonio Sanchez y García Saùco, Spanien
- António Simões Rodrigues, Portugal
- Ben W. M. Smulders, Niederlande
- Dieter Tiemann, Deutschland
- Robert Unwin, Vereinigtes Königreich
- Edgar Wolfrum, Deutschland

## Entwicklung der deutschsprachigen Ausgabe
Die Erstausgabe erschien 1992 unter dem Namen Europäisches Geschichtsbuch als Schulbuch im Stuttgarter Ernst Klett Verlag. Seit 1998 erscheint das Werk unter dem Namen Das europäische Geschichtsbuch als allgemeines Lehrbuch im Stuttgarter Klett-Cotta Verlag, der wie der Ernst Klett Verlag zur Klett Gruppe gehört. 2011 brachte der Zeithistoriker Edgar Wolfrum das Werk auf den neuesten Stand. Diese Version wurde 2011 in die Schriftenreihe der Bundeszentrale für politische Bildung in Bonn aufgenommen. 2018 wurde das Werk erneut von Wolfrum aktualisiert.

## Kritik
Gabriela Jaskulla sah 2012 die größte Schwäche des Buches in dessen supranationalem Anspruch. Dass historische Wissenschaft zur Legitimation einer politischen Idee genutzt wird, hält sie für antiquiert: „Wurde früher ein Blick in die Historie geworfen, um sich nationaler Eigenheiten (und politischer Rechte) zu versichern, so wird Geschichte in diesem Buch genutzt, eine politisch gewollte, gemeinsame supranationale Identität zu begründen. Also wird Geschichte linear gedacht. […] Diese Betrachtungsweise gilt unter Historikern mittlerweile zumindest als old-fashioned“. Daher sei es auch nicht verwunderlich, dass wichtige Aspekte wie die Globalisierung oder die Geschichte des Islams in Europa vernachlässigt würden und keine Antworten auf die Separationsbewegungen in Europa gegeben würden.
Ähnlich gelagert war die Kritik einiger konservativer britischer Blätter. 1992 gab es Social-Engineering-Vorwürfe in der Times, die im Europäischen Geschichtsbuch eine Initiative „sozialistischer Mitglieder des Europäischen Parlaments“ vermutete.
Die Soziologin Silke Becker kritisierte 2006 eine weitestgehende Auslassung der weiblichen Perspektive. So finde die Neue Frauenbewegung zu wenig Beachtung.

### Deutschsprachige Ausgaben
- Frédéric Delouche (Hrsg.): Europäisches Geschichtsbuch. Klett-Schulbuchverlag, Stuttgart u. a. 1992, ISBN 3-12-416500-4.
- Frédéric Delouche (Hrsg.): Das europäische Geschichtsbuch. Von den Anfängen bis heute. Völlig überarbeitete und erweiterte Neuausgabe. Klett-Cotta, Stuttgart 1998, ISBN 3-608-91855-8.
- Frédéric Delouche (Hrsg.): Das europäische Geschichtsbuch. Von den Anfängen bis ins 21. Jahrhundert. Vollständig durchgesehene und aktualisierte Neuauflage. Klett-Cotta, Stuttgart 2011, ISBN 978-3-608-94650-5.
- Frédéric Delouche (Hrsg.): Das europäische Geschichtsbuch. Von den Anfängen bis ins 21. Jahrhundert. Vollständig durchgesehene und aktualisierte Neuauflage. Schriftenreihe der Bundeszentrale für politische Bildung, Nr. 1233. BpB, Bonn 2011, ISBN 978-3-8389-0233-3.
- Frédéric Delouche (Hrsg.): Das europäische Geschichtsbuch. Von den Anfängen bis ins 21. Jahrhundert. Überarbeitete und aktualisierte Auflage. Klett-Cotta, Stuttgart 2018, ISBN 978-3-608-96257-4.

### Nicht-deutschsprachige Ausgaben
- Frédéric Delouche (Hrsg.): Histoire de l'Europe. Hachette, Paris 1992, ISBN 2010192540.
- Frédéric Delouche (Hrsg.): Storia d'Europa. Edizioni Scolastiche Bruno Mondadori, Mailand 1992, ISBN 8842443859.
- Frédéric Delouche (Hrsg.): História da Europa. Minerva Editora, Coimbra 1992.
- Frédéric Delouche (Hrsg.): Histoire de l'Europe. De Boeck, Brüssel 1992, ISBN 2804115410.
- Frédéric Delouche (Hrsg.): Geschiedenis van Europa. Van In, Lier 1992, ISBN 9030619953.
- Frédéric Delouche (Hrsg.): Geschiedenis van Europa. Malmberg, ’s-Hertogenbosch 1992, ISBN 9020858440.
- Frédéric Delouche (Hrsg.): Historia Europy. Wydawnictwa Szkolne i Pedagogiczne, 1994.
- Frédéric Delouche (Hrsg.): Historia de Europa. Salvat, 2000, ISBN 8434503484.
- Frédéric Delouche (Hrsg.): The Illustrated History of Europe. A Unique Portrait of Europe's Common History. W&N, London 2001, ISBN 1-84188-108-2.

### Rezensionen
- Gabriela Jaskulla: Historische Gemeinschaft. Deutschlandfunk Kultur, 25. Januar 2012. https://www.deutschlandfunkkultur.de/historische-gemeinschaft.950.de.html?dram:article_id=140949, aufgerufen am 29. Juni 2019.
- Silke Becker, Portal für Politikwissenschaft, 1. Januar 2006. http://pw-portal.de/rezension/6529-das-europaeische-geschichtsbuch_8849, aufgerufen am, 29. Juni 2019.

### Sekundärliteratur
- Dieter Tiemann: Das Europäische Geschichtsbuch. Erfahrungen eines Mitautors. In: Information. International Society for History Didactics, Nr. 14 1, Augsburg 2008, S. 71–79. https://opus.bibliothek.uni-augsburg.de/opus4/frontdoor/deliver/index/docId/940/file/Tiemann_Europaeisches_Geschichtsbuch.pdf, aufgerufen am 29. Juni 2019.
- Florian Hassel: Napoleon mußte Federn lassen. Die Zeit, 18. September 1992. https://www.zeit.de/1992/39/napoleon-musste-federn-lassen/komplettansicht, aufgerufen am 29. Juni 2019.
- Joke van der Leeuw-Roord: Could the History of Europe avoid the traditional European mirror of pride and pain? The comparison of two different versions of Frédéric Délouche 'History of Europe'. In: Internationale Schulbuchforschung. Zeitschrift des Georg-Eckert-Instituts für Internationale Schulbuchforschung. Jahrgang 1996, S. 85–106.
- Joke van der Leeuw-Roord: A common textbook for Europe? Utopia or a Crucial Challenge. In: Jan-Patrick Bauer, Johannes Meyer-Hamme, Andreas Körber (Hrsg.): Geschichtslernen, Innovationen und Reflexionen. Geschichtsdidaktik im Spannungsfeld von theoretischen Zuspitzungen, empirischen Erkundungen, normativen Überlegungen und pragmatischen Wendungen (= Reihe Geschichtswissenschaft. Band 54). Bodo von Borries zum 65. Geburtstag. Centaurus, Kenzingen 2008, S. 43–60.